# Hypericum swinkianum

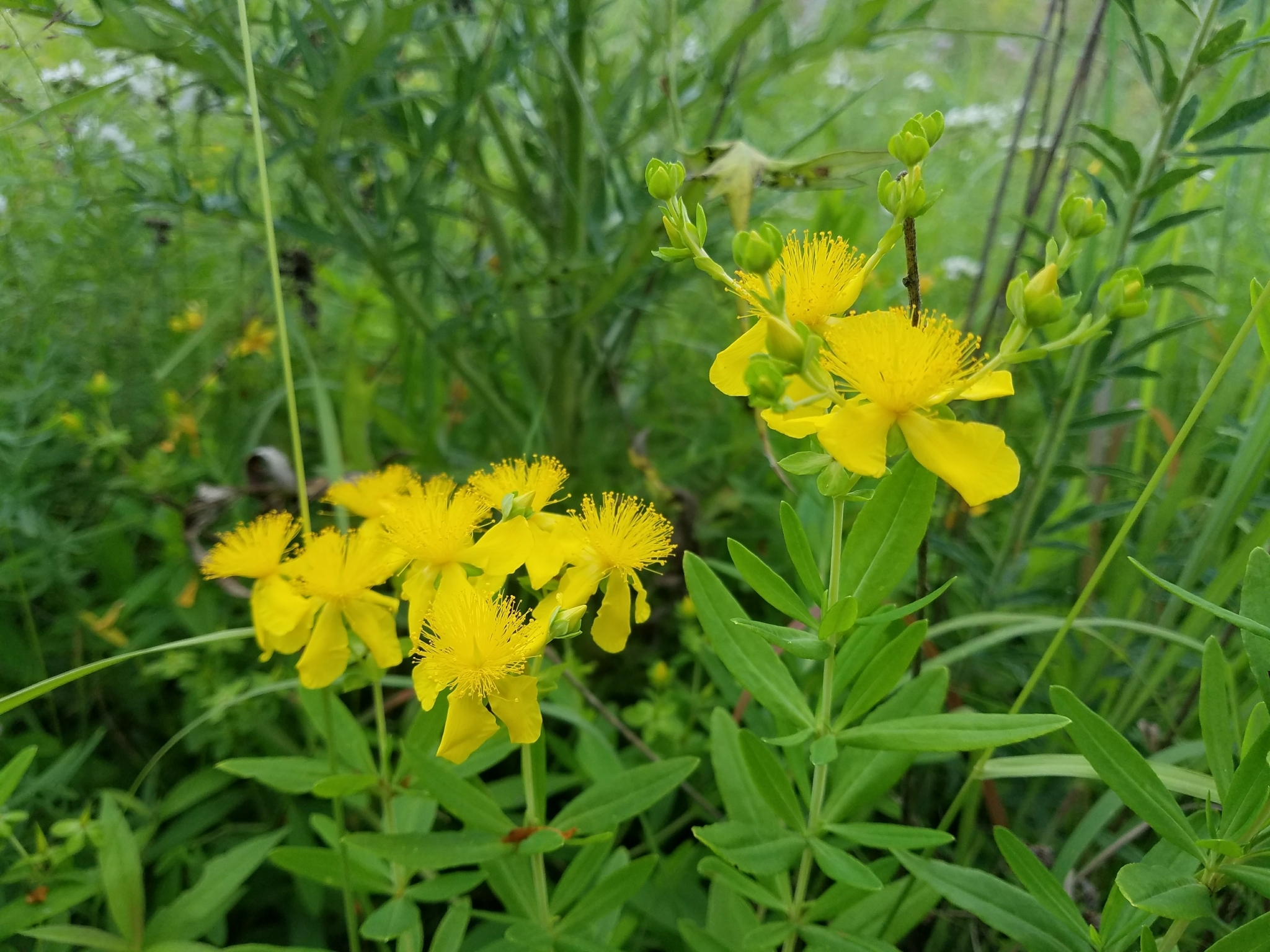
Hình ảnh của Hypericum swinkianum

Hypericum swinkianum là tên của một loài cây bụi nằm trong họ Ban (Hypericaceae). Nó được đặt theo tên của nhà thực vật học người Mỹ, sống ở vùng Chicago tên là Floyd Swink.

## Mô tả
Loài cây bụi này có nhiều nhánh và có thể cao đến 1,8 m khi trưởng thành. Vỏ của nó luôn tróc ra, lá thuôn dài, rộng 2 cm, dài 5 cm và hơi cuốn ngoài. Hoa mọc thành cụm, mỗi cụm có từ 7 đến 31 hoa. Hoa màu vàng, có 5 cánh và nhiều vòi nhị. Trái của nó có vỏ được chia ra làm 5. Tại vùng Chicago, hoa của chúng nở vào khoảng giữa tháng 7 và tháng 8.
Hypericum swinkianum và Hypericum kalmianum là hai loài bà con với nhau và chúng giống nhau đến mức bị nhầm lẫn là cùng một loài. Tuy nhiên, chúng có có những điểm khác nhau. Hypericum swinkianum thì có lá lớn hơn, mỗi cụm hoa thì từ bảy cái trở lên và thích ở môi trường có tính axít hơn môi trường có nhiều calci. Vì giống nhau đến vậy, nên chúng nằm trong một cụm (một thuật ngữ chỉ thứ bậc trong thực vật học, cao hơn loài nhưng lại thấp hơn chi) tên là H. sect. Myriandra.

## Phân bố và môi trường sống
Ở phía tây của vùng Ngũ Đại Hồ (phần ở Mỹ, bao gồm: Illinois, Indiana và Michigan), người ta phát hiện chúng sống ở những khu vực có tính axít. Người ta đánh giá chất lượng hoa của nó là ở mức 10 ở vùng Chiacago và Michigan.